# Emperor Valley Zoo
Emperor Valley Zoo is gelegen aan de rand van de Queens Park Savannah in Port of Spain, de hoofdstad van Trinidad en Tobago. In de dierentuin zijn enkele honderden soorten dieren te zien, zowel dieren die in T&T voorkomen, als dieren die alleen buiten T&T voorkomen. De verblijven zijn een mix van oude typen met tralies (hierin zijn voornamelijk apen gehuisvest) maar daarnaast zijn er ook open verblijven die vanwege het gunstige klimaat een goed onderkomen bieden voor de dieren die erin verblijven. Daarnaast is er een aquarium in het park. De dierentuin is gebouwd tegen een heuvel. Naast de dierentuin liggen de botanische tuinen.